# The Fairy's Sword
The Fairy's Sword è un cortometraggio muto del 1908 diretto da Lewin Fitzhamon.

## Trama
Un principe usa una spada magica per salvare una principessa da un orco.

## Produzione
Il film fu prodotto dalla Hepworth.

## Distribuzione
Distribuito dalla Hepworth, il film - un cortometraggio di 236 metri - uscì nelle sale cinematografiche britanniche nel dicembre 1908,
Si conoscono pochi dati del film che, prodotto dalla Hepworth, fu distrutto nel 1924 dallo stesso produttore, Cecil M. Hepworth. Fallito, in gravissime difficoltà finanziarie, il produttore pensò in questo modo di poter almeno recuperare il nitrato d'argento della pellicola.